# Български език в Молдова
Българския език е шести по разпространение майчин език в Молдова, след молдовски, румънски, руски, украински и гагаузки. Според преброяването през 2004 година той е майчин за 53 178 души, или около 1.1 процента от населението на страната. Българския език представлява майчин за около 80.99 процента от българите в Молдова, за 69.23 процента от тях в градовете и 90.55 процента от тях в селата.

## Преподаване
Български език се изучава във:
- Кишинев – Български теоретичен лицей „Васил Левски“ (от 1996)
- Комрат - Катедра „Българска филология“ към Комратски държавен университет
- Тараклия - Тараклийски държавен университет „Григорий Цамблак“ (от 2004), Педагогически колеж-лицей „Св. св. Кирил и Методий“ (от 1992), Средно общообразователно училище, Теоретичен лицей № 1 „Олимпи Панов“, Теоретичен лицей № 2, Теоретичен лицей „Иван Вазов“ (от 1991)
- село Валя Пержей – Хуманитарен лицей „Христо Ботев“
- село Горна Албата – Средно общообразователно училище
- село Долна Албата – Средно общообразователно училище
- село Кайраклия – Теоретичен лицей (от 1898)
- село Кортен – Теоретичен лицей (от 1969)
- село Московей – Теоретичен лицей „В. Короленко“
- село Твърдица – Филиал на Музикален колеж „Штефан Няге“ (от 1996), Средно общообразователно училище, Теоретичен лицей (от 1947)

## Медии
Медии на български език в Молдова са – списание Български хоризонти, телевизия „STV41“ – Тараклия (от 1998), телевизия „Твърдица“, телевизионно предаване „На Буджакска вълна“ в Телерадио Молдова (от 1986), Национална обществена аудиовидео институция Телерадио Молдова